# TV Aichi
Aichi Television Broadcasting Co., Ltd. (TVA, japonés: テレビ愛知株式会社, Terebi Aichi Kabushiki Gaisha) es una estación de televisión de Nagoya, Japón. Es conocido como "TV Aichi". Es una estación de la red de televisión TXN.

## Otras estaciones de TV en Nagoya
- Tokai TV (東海テレビ)
- CBC (中部日本放送)
- Mētele (メ～テレ)
- Chukyo TV (中京テレビ)